# Allosmaitia myrtusa
Allosmaitia myrtusa is een vlinder uit de familie van de Lycaenidae. De wetenschappelijke naam van de soort werd als Thecla myrtusa in 1867 gepubliceerd door William Chapman Hewitson.

## Synoniemen
- Thecla bianca Möschler, 1883